# Cełujki
Cełujki es un pueblo ubicado en la gmina Biała Podlaska, distrito de Biała Podlaska, voivodato de Lublin, Polonia.

## Superficie
Cuenta con una superficie de 3,530 kilómetros cuadrados.

## Demografía
Hasta 2011 la población era de 275 habitantes, con una densidad de población de 77,90 habitantes por kilómetro cuadrado. Estaba conformada por 135 hombres (49,1%) y 140 mujeres (50,9%), según el censo de la Oficina Central de Estadística.